# Аннадурдыев, Ахмет
Ахмет Аннадурдыев (1915—1975) — советский военнослужащий. В Рабоче-крестьянской Красной армии служил с июня 1941 по май 1946 года. Воинская специальность — сапёр. Участник Великой Отечественной войны. Полный кавалер ордена Славы. Воинское звание на момент демобилизации — старшина.

## Биография

### До войны
Ахмед Аннадурдыев родился в 1915 году в ауле Первый Геокча Мервского уезда Закаспийской области Российской империи (ныне аул Геокча Векильбазарского этрапа Марыйского велаята Республики Туркменистан) в семье дехканина. Туркмен. Окончил семь классов средней школы № 6. До призыва на военную службу работал в колхозе имени Г. Димитрова сначала трактористом, затем бригадиром.

### Под Москвой
В ряды Рабоче-крестьянской Красной армии А. Аннадурдыев был призван Марыйским районным военкоматом Туркменской ССР 26 июня 1941 года. В городе Мары в это время готовился к отправке на фронт 27-й механизированный корпус, и Ахмета определили рядовым бойцом во входивший в состав корпуса 84-й мотоинженерный батальон. В июле 1941 года части корпуса прибыли на Западный фронт и участвовали в боях за Смоленск, а его военные инженеры в это время обустраивали Можайскую линию обороны. Здесь на ближних подступах к Москве красноармеец А. Аннадурдыев 12 октября 1941 года принял первый бой с врагом. Затем участвовал в оборонительных боях в районе Тарусы, Тульской и Калужской наступательных операциях Битве за Москву. В конце декабря 1941 года после кровопролитных сражений сильно поредевший 84-й отдельный мотоинженерный батальон был выведен в тыл, где после доукомплектования его личный состав до лета 1942 года занимался боевой учёбой. Вместе с неопытными новобранцами сапёрное дело осваивал и Ахмет Аннадурдыев.

### На жиздринском направлении
В июле 1942 года 84-й ОМИБ под командованием майора И. П. Флегентова вернулся на Западный фронт и занял позиции на рубеже Котовичи — Зимницы в полосе обороны 16-й армии. Красноармеец Аннадурдыев отличился уже в первые дни пребывания на фронте. Готовилась танковая атака на позиции противника. В ночь с 4 на 5 июля 1942 года группа сапёров 3-й инженерной роты батальона вела инженерную разведку в районе безымянного ручья в 2 километрах юго-западнее посёлка Слободка. Сапёрам необходимо было наметить место переправы для танков и убедиться в отсутствии мин. Несмотря на методичный обстрел с немецкой стороны, сапёр Аннадурдыев обнаружил и снял три противотанковые мины. После этого Ахмет лично провёл танки 146-й танковой бригады через минное поле по проделанному сапёрами проходу. 7 июля, работая в условиях бомбёжки с воздуха, красноармеец Аннадурдыев эвакуировал с поля боя несколько подбитых во время атаки танков.
Бои на жиздринском направлении приняли позиционный характер. В операциях местного значения бойцы 84-го отдельного мотоинженерного батальона осуществляли инженерное сопровождение стрелковых и моторизованных соединений во время боёв за улучшение позиций, участвовали в минной войне, ремонтировали инженерные заграждения и восстанавливали разрушенные вражеской авиацией и артиллерией объекты инфраструктуры, проделывали проходы в минных полях и инженерных заграждениях для выдвижения к переднему краю противника разведывательных и диверсионных групп. К концу 1942 года ушедшего на повышение Ивана Павловича Флегентова на посту командира батальона сменил майор Н. В. Астафуров, который превратил батальон в одно из лучших инженерных подразделений фронта. Позднее начальник инженерных войск 11-й гвардейской армии гвардии полковник Н. Т. Держицкий так отзывался о батальоне:

Высокая дисциплина, боевая спайка, смелость личного состава — таковы характерные качества 84 ОМИБ— ЦАМО, ф. 33, оп. 686044, д. 1698.
В ходе предпринятого в феврале 1943 года наступления 16-й армии батальон обеспечил продвижение танков, за что получил высокую оценку от командиров танковых частей. В этом была и большая личная заслуга красноармейца А. Аннадурдыева. 22 февраля 1943 года сапёрное отделение 3-й инженерной роты, в составе которого воевал Ахмет, получило боевой приказ проделать проходы в минных полях противника на высоте 226,6 в 1 километре западнее населённого пункта Буда-Монастырская. Красноармеец А. Аннадурдыев, увлекая личным примером бойцов за собой, приблизился к траншеям противника на расстояние 30-40 метров. Немцы обнаружили сапёров и открыли по ним шквальный пулемётный и ружейный огонь, но Ахмет, не обращая внимания на опасность, упорно продолжал выполнять задание. Вскоре сапёры наткнулись на участок с установленными на нём деревянными противотанковыми минами ранее неизвестного образца. Это вызвало замешательство среди бойцов, но Ахмет не растерялся. Он быстро разобрался с минно-взрывным устройством и лично обезвредил двадцать три немецких «сюрприза». В ночь с 23 на 24 февраля 1943 года красноармеец А. Аннадурдыев в составе группы сапёров вновь работал на передовой. Группе была поставлена задача проложить колонный путь от высоты 226,6 до деревни Ливадия и произвести разведку инженерных заграждений противника. Бойцы группы сумели подобраться к позициям противника на 20 метров, но всё же были обнаружены и попали под ураганный пулемётный и миномётный огонь. Все сапёры погибли. В живых остался только Ахмет, который продолжал в одиночку выполнять задание. Немцы решили захватить в плен советского сапёра, но он смело вступил в бой с многократно превосходящим по численности врагом и огнём из автомата уничтожил одиннадцать вражеских солдат. Увлечённые возможностью взять языка, немцы не заметили, что на помощь Аннадурдыеву подошёл взвод автоматчиков. В итоге они сами были окружены и взяты в плен. Возвращаясь в часть, Ахмет услышал стоны тяжело раненого бойца. Им оказался секретарь президиума комсомольской организации красноармеец Калев. Несмотря на сильную усталость после выполнения боевого задания, Аннадурдуев взял раненого на плечи и нёс его четыре километра до ближайшего медпункта.

### В наступлении
Хорошо зарекомендовавший себя в боях на жиздринском направлении красноармеец А. Аннадурдыев весной 1943 года получил сержантское звание и принял под командование отделение сапёров своего батальона. Активных боевых действий в это время в полосе обороны 16-й (с 16 апреля 1943 года — 11-й гвардейской) армии не велось, но у сапёров было много работы, особенно в мае, в период подготовки к сражению на Курской дуге. Ахмет со своими бойцами совместно с другими отделениями строил мосты для прохода тяжёлых танков КВ, оборудовал броды, вёл разведку вражеских инженерных заграждений. 8 июля 1943 года 11-я гвардейская армия перешла в наступление в рамках Орловской операции. Бойцы 84-го отдельного мотоинженерного батальона осуществляли инженерное сопровождение танковых соединений и не допустили ни одного подрыва боевых машин на минах в глубине обороны противника. Бойцы батальона, в том числе и отделение сержанта Аннадурдыева, также произвели разминирование нескольких населённых пунктов. В конце июля 1943 года 11-я гвардейская армия была передана в состав Брянского фронта и продолжила наступление в рамках Брянской операции. За время освобождения Брянского промышленного района сапёрами батальона было построено около десяти мостов и переправ, снято более 2000 противотанковых мин.
В ходе Брянской операции Н. В. Астафурова на посту командира батальона сменил капитан Д. П. Фродин. В это же время 84-й отдельный мотоинженерный батальон был придан 50-й армии. Бойцы батальона обеспечили успешное форсирование Десны подразделениями 380-й стрелковой дивизии, затем оказывали инженерную поддержку 3-й гвардейской кавалерийской дивизии 2-го гвардейского кавалерийского корпуса и непосредственно участвовали в отражении вражеских контратак. С началом Гомельско-Речицкой операции батальон был передан в состав 63-й армии Белорусского фронта и осуществлял переправу её частей на плацдарм на правом берегу реки Сож. Сержант А. Аннадурдыев отличился в период боёв за расширение плацдарма в районе города Ветка. 13 ноября 1943 года Ахмет исполнял обязанности начальника грузового парома. Группе противника в этот день удалось просочиться на берег реки и занять позиции всего в 300 метрах от места переправы. Они сразу же открыли яростный огонь по парому. Несколько лодок были повреждены и стали наполняться водой. Сержант Аннадурдыев под огнём врага организовал быстрое устранение пробоин и откачку воды, благодаря чему все находившиеся на пароме грузы были своевременно доставлены на правый берег.

### Бои в Полесье
Укрепившись в течение зимы 1944 года в юго-восточных областях Белорусской ССР, войска Белорусского (с 16 апреля 1944 года — 1-го Белорусского) фронта начали подготовку к летнему наступлению в Полесье. К июню в инженерных частях фронта произошли изменения: отдельные армейские и фронтовые сапёрные подразделения получили новую нумерацию и были сведены в бригады. Батальон, в котором служил сержант А. Аннадурдыев, стал 222-м инженерно-сапёрным батальоном и вошёл в состав 38-й инженерно-сапёрной бригады 61-й армии. В период наступления армии на барановичско-брестском направлении в рамках операции «Багратион» с 3 по 20 июля 1944 года личный состав 222-го инженерно-сапёрного батальона, преодолевая многочисленные водные преграды и болота Полесья, обеспечил быстрое продвижение армейской ударной группировки, наведя наплавные и построив постоянные мосты через Стырь в районе деревни Вуйвичи, Припять в районе урочища Душегуб и Днепровско-Бугский канал в Городище. Возведённые сапёрами под артиллерийским огнём противника два моста через Мухавец обеспечили стремительное продвижение советских войск к Кобрину. Сержант А. Аннадурдыев в ходе всей наступательной операции находился непосредственно в боевых порядках пехоты. 12-13 июля 1944 года Ахмет произвёл маршрутное разминирование на протяжении пяти километров, обезвредив при этом 51 мину, два полевых фугаса и 6 авиабомб, установленных на натяжное действие. В районе деревни Городец восточнее Кобрина 18 июля он в ночных условиях произвёл маршрутное разминирование на протяжении шести километров, сняв 150 оставленных немцами гранат-сюрпризов и обезвредив фугас весом до 500 килограммов. Благодаря отличной подготовке и огромному боевому опыту сержант Аннадурдыев справился с заданием на два часа раньше срока, чем обеспечил быстрое продвижение вперёд стрелковых подразделений. За большой вклад в освобождение белорусского Полесья 222-й инженерно-сапёрный батальон получил почётное наименование «Кобринский», а 38-я инженерно-сапёрная бригада стала именоваться «Пинской».

### Орден Славы III степени
В конце июля 1944 года 61-я армия была выведена в резерв и позднее переброшена в Прибалтику, где 13 сентября была включена в состав 3-го Прибалтийского фронта и принимала участие в боях за Ригу. На протяжении всей Рижской операции командир сапёрного отделения старший сержант А. Аннадурдыев находился в передовых частях армии и способствовал преодолению стрелковыми частями глубокоэшелонированной и сильно укреплённой обороны противника. 5 октября 1944 года на подступах к городу Сигулда Ахмету было поручено специальное задание проделать проход в усиленных проволочных заграждениях и минных полях немцев. Задача осложнялась тем, что каждым метр немецкой линии обороны был пристрелян снайперами, но это не остановило сапёра. Взяв с собой двух опытных бойцов, Ахмет быстро выдвинулся к проволочным заграждениям и вырезал три секции колючей проволоки, лично обезвредив при этом 6 мин. Продолжая продвигаться вперёд под постоянным обстрелом со стороны немцев, сапёры проделали проходы через четыре минных поля, сняв 32 вражеские мины.
12 октября на ближних подступах к Риге на пути советских войск оказалась межозёрная протока. Старшему сержанту Аннадурдыеву было поручено разведать подступы к водной преграде и наметить место для переправы. Выдвинувшись с группой разведчиков в заданный район, Ахмет сумел вплотную подобраться к железнодорожному мосту. Осмотр моста показал, что после незначительного ремонта он будет вполне пригоден для переправы стрелковых частей. Своевременно доставленная разведчиками ценная информация позволила командованию армии быстро перебросить пехоту на другой берег протоки и выйти на восточную окраину Риги. За образцовое выполнение боевых заданий командования на фронте борьбы с немецкими захватчиками и проявленные при этом доблесть и мужество старший сержант Ахмет Аннадурдыев приказом от 29 декабря 1944 года был награждён орденом Славы 3-й степени (№ 239698).

### Орден Славы II степени
Во время Рижской операции был контужен командир 222-го инженерно-сапёрного батальона Н. В. Фродин. Его место занял капитан Н. А. Ладис, который руководил соединением до конца войны. В декабре 1944 года 38-я инженерно-сапёрная бригада в составе 61-й армии была переброшена на 1-й Белорусский фронт и незадолго до начала Висло-Одерской стратегической операции была введена на Магнушевский плацдарм. Старший сержант А. Аннадурдыев отличился в самом начале Варшавско-Познанской фронтовой операции. В сложных условиях боевой обстановки он хорошо организовал работу своего отделения. В ночь с 13 на 14 января и днём 14 января 1945 года в районе населённого пункта Грабув-Залесны (Grabów Zaleśny) он личным примером воодушевлял своих бойцов на выполнение боевой задачи по организации проходов в минных полях и инженерных заграждениях противника, в результате чего приказ командования был выполнен отделением досрочно. В ходе наступления в глубине немецкой обороны старший сержант Аннадурдыев со своими бойцами шёл впереди штурмовых групп и под сильным огнём неприятеля проложил им путь до третьей линии вражеской обороны, не допустив ни одного подрыва на минах. Приказом от 21 марта 1945 года Ахмет Аннадурдыев был награждён орденом Славы 2-й степени (№ 6180). За отличие в боях и умелое руководство подразделением ему вскоре было присвоено звание старшины.

### Орден Славы I степени
После разгрома варшавской группировки противника и освобождения Варшавы 61-я армия перешла довоенную германско-польскую границу и вступила в Померанию. Чтобы ликвидировать угрозу со стороны группы армий «Висла», советское командование перед решительным броском на Берлин провело Восточно-Померанскую операцию, в ходе которой 222-й инженерно-сапёрный батальон осуществлял переброску частей 61-й армии на северный берег реки Ина и обустраивал армейскую военную инфраструктуру. После успешного завершения операции армия генерал-полковника П. А. Белова была передислоцирована на Одер в район населённого пункта Цеден, где начала подготовку к Берлинской операции. В период с 10 по 18 апреля сапёры капитана Н. А. Ладиса самоотверженно работали на переправе через Одер, обеспечив захват плацдарма на западном берегу реки и его расширение. После форсирования водной преграды подразделения 61-й армии оказались зажаты в своеобразном мешке, образованном основным руслом Одера и его рукавом Альте-Одером. Необходимо было срочно произвести разведку западного берега Альте-Одера и найти относительно безопасные места для наведения мостов, чтобы дать возможность войскам развить наступление. Эта ответственная задача была поручена самому опытному сапёру-разведчику батальона старшине А. Аннадурдыеву. Взяв с собой двух бойцов, в ночь на 20 апреля 1945 года Ахмет на резиновой надувной лодке начал переправу через Альте-Одер в районе города Бад-Фрайенвальде. Противник освещал реку осветительными ракетами и вёл неприцельный, но интенсивный огонь. Сапёры были всего в двадцати метрах от берега, когда рядом с ними разорвался снаряд. Пробитая осколками лодка быстро затонула, и советские солдаты оказались в ледяной воде. Ахмет был ранен, но с помощью боевых товарищей сумел выбраться на берег. Сделав перевязку, старшина Аннадурдыев со своими бойцами проник в тыл противника. В течение дня сапёры-разведчики вели наблюдение за врагом, неоднократно меняя наблюдательную позицию. Ими было выявлено несколько десятков огневых точек, нанесены на карту оборонительные позиции немцев. Ценные разведданные были своевременно доставлены в штаб армии, и утром 20 апреля советские артиллеристы и миномётчики нанесли по обнаруженным сапёрами целям сокрушительный удар. Под его прикрытием инженерные роты 222-го инженерно-сапёрного батальона быстро навели два наплавных моста из НЛП через Альте-Одер и обеспечили быстрый проход войск, что способствовало успешному взятию города Бад-Фрайенвальде.
Развив стремительное наступление на Эберсвальде и Зандау, 61-я армия сломила сопротивление врага и, обойдя Берлин с севера, 2 мая 1945 года вышла к реке Эльбе юго-восточнее города Виттенберге. Здесь старшина А. Аннадурдыев завершил свой боевой путь. Указом Президиума Верховного Совета СССР от 15 мая 1946 года Ахмет Аннадурдыев был награждён орденом Славы 1-й степени (№ 1674).

### После войны
После окончания Великой Отечественной войны старшина А. Аннадурдыев ещё год служил в Красной армии. Демобилизовавшись в мае 1946 года, Ахмет вернулся на родину. До 1971 года служил в системе МВД Туркменской ССР. В 1971—1974 годах работал во Всесоюзном промышленном объединении по газификации в городе Мары.
Умер Ахмет Аннадурдыев 6 ноября 1975 года.

## Награды
- Орден Красного Знамени (23.05.1943)[7]
- Орден Отечественной войны 2-й степени (29.08.1944)[12]
- Орден Красной Звезды (11.01.1944)[5]
- Орден Славы 1-й степени (29.12.1944)[3]
- Орден Славы 2-й степени (21.03.1945)[6]
- Орден Славы 3-й степени (15.05.1946)[13]
- Медали, в том числе:

Медаль «За боевые заслуги» (28.08.1942)
Медаль «За оборону Москвы»

## Документы
- Общедоступный электронный банк документов «Подвиг Народа в Великой Отечественной войне 1941—1945 гг.» Дата обращения: 20 февраля 2014. Архивировано из оригинала 13 марта 2012 года. номера в базе данных:

Орден Красного Знамени (архивный реквизит 19788872).
Орден Отечественной войны 2-й степени (архивный реквизит 33426090).
Орден Красной Звезды (архивный реквизит 21877516).
Орден Славы 2-й степени (архивный реквизит 23144167).
Орден Славы 3-й степени (архивный реквизит 39500203).
Медаль «За боевые заслуги» (архивный реквизит 11509474).